# 시모나가나와시로촌
시모나가나와시로촌(下長苗代村)은 아오모리현 산노헤군에 있던 촌이다.

## 연혁
- 1889년 4월 1일 - 정촌제 시행에 의해 산노헤군 가와하라기촌, 이시도촌, 나가나시로촌과 합병해 시모나가나에시로촌이 성립하였다.
- 1942년 4월 1일 - 하치노헤시에 편입해 소멸하였다.

## 참고문헌
- 『市町村名変遷辞典』東京堂出版、1990年